# Bauernstein Döllnitz

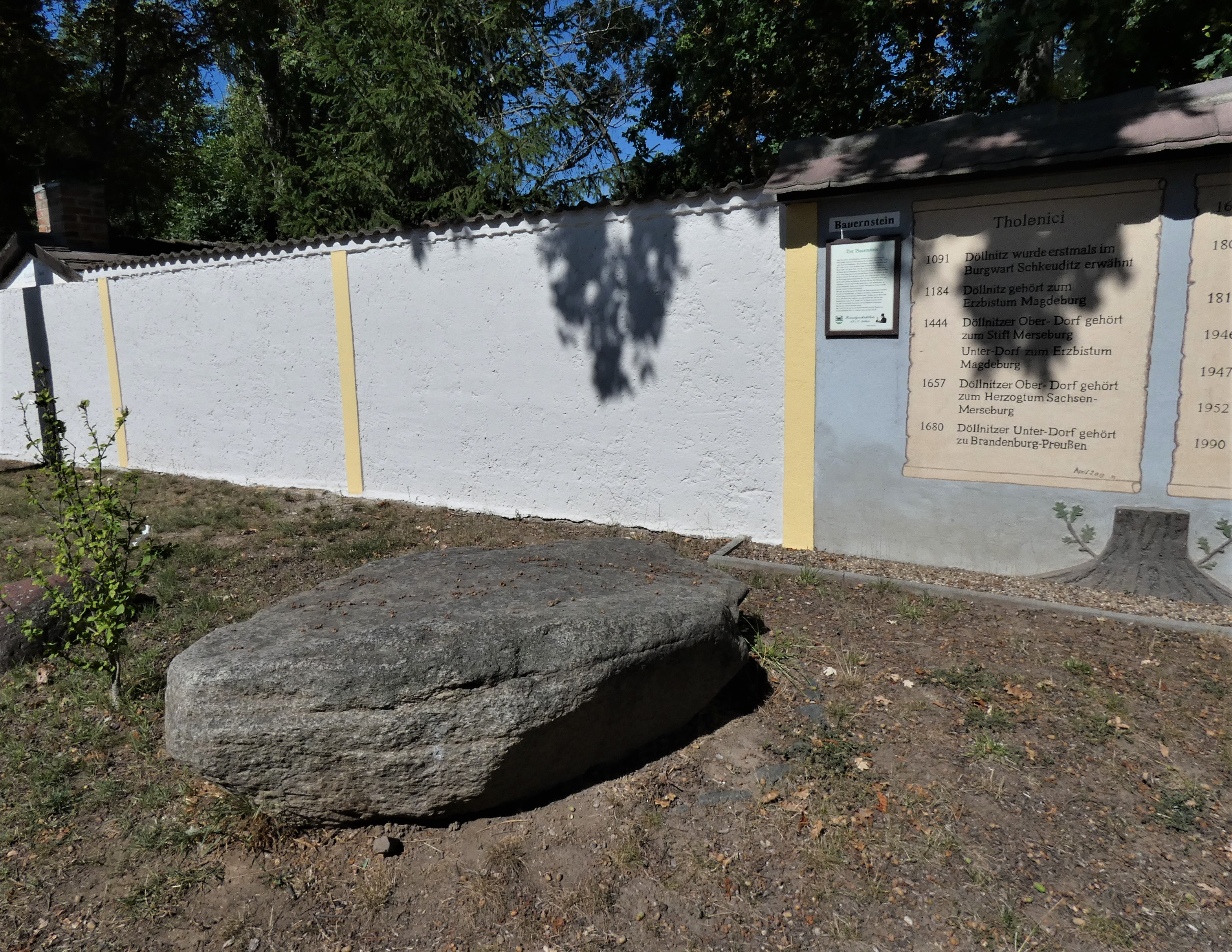
Döllnitzer Bauernstein

Der Bauernstein Döllnitz oder auch Großer Mahlstein von Döllnitz ist ein denkmalgeschützter Bauernstein in der Ortschaft Döllnitz der Gemeinde Schkopau in Sachsen-Anhalt. Im örtlichen Bodendenkmalverzeichnis ist der Megalith unter der Erfassungsnummer 428300217 als besonderer Stein verzeichnet. Darüber hinaus ist der Bauernstein von Döllnitz seit 1976 auch unter der Erfassungsnummer ND0114MQ im örtlichen Naturdenkmalverzeichnis als Naturdenkmal verzeichnet.
Der Große Mahlstein befindet sich auf einer Grünanlage am Platz der Einheit, westlich der Kirche von Döllnitz. Er gehört zu den über 100 bekannten Bauernsteinen im südlichen Sachsen-Anhalt und ist seit dem Jahr 1517 nachweisbar. Damit ist er der zurzeit älteste bekannte Bauernstein. Von 1950 bis 2012 hatte man den Stein aufgerichtet, was zur Annahme führte, dass es sich bei dem Stein um einen Megalithen handelte. 2012 wurde der Stein wieder hingelegt und mit einer Infotafel versehen.